# Гуцисько (Суський повіт)
Гуцисько (пол. Hucisko) — село в Польщі, у гміні Стришава Суського повіту Малопольського воєводства.
Населення — 329 осіб (2011).

## Історія
У 1975-1998 роках село належало до Бельського воєводства, підпорядковувалося районній адміністрації у Вадовицях.

## Демографія
Демографічна структура станом на 31 березня 2011 року:
|          | Загалом | Допрацездатний вік | Працездатний вік | Постпрацездатний вік |
| -------- | ------- | ------------------ | ---------------- | -------------------- |
| Чоловіки | 170     | 28                 | 119              | 23                   |
| Жінки    | 159     | 35                 | 87               | 37                   |
| Разом    | 329     | 63                 | 206              | 60                   |